# Calvin Woolsey
Pour les articles homonymes, voir Woolsey.
Calvin Lee Woolsey était un pianiste et compositeur américain de musique ragtime. Il exerçait également la profession de médecin. Né dans l'état d'Indiana en 1884, il mourut dans ce même état 61 ans plus tard. Son œuvre est composé de dix pièces, dont beaucoup de rags.

## Liste des œuvres

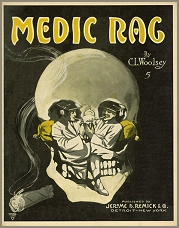
Medic Rag (1910)

1909
- Funny Bones

1910
- Dissatisfied
- Poison Rag
- Medic Rag
- Peroxide

1911
- Mashed Potatoes

1912
- Bill Johnson

1913
- Purple and White - March

1914
- Lover's Lane Glide

1918
- Hearts Across the Sea - Waltz